# Roskilde amt
Roskilde amt (danska: Roskilde Amt) var ett amt på den östra delen av ön Själland i östra Danmark. Utöver residensstaden Roskilde, omfattade det även staden Køge.

## Administrativ historik
Roskilde amt bildades när Danmarks län ersattes av amt 1662 och ersatte då det dåvarande slottslänet Roskilde län.
1675 gick Abrahamstrups amt (som omfattade den mellersta delen av halvön Hornsherred) upp i Roskilde amt.
1808 upplöstes Roskilde amt och delades. Huvuddelen fördes till Köpenhamns amt medan området motsvarande det gamla Abrahamstrups amt (södra delen av Horns härad) fördes till Frederiksborgs amt.
1842 delades Köpenhamns amt upp i två amtsrådskretsar (amtskommuner), Roskilde amtsrådskrets i väster, motsvarande det område som 1808 förts till amtet, respektive Köpenhamns amtsrådskrets i öster. I vissa sammanhang betraktades därför området som två amt, medan det i andra sammanhang betraktades som ett enda. De båda amtsrådskretsarna hade exempelvis fortfarande en gemensam amtman.
I samband med kommunreformen 1970 återinrättades Roskilde amt, då större delen av Roskilde amtsrådskrets separerades från Köpenhamns amt och förenades med städerna Roskilde och Køge (som tidigare stått utanför amtskommunerna). Samtidigt tillfördes också en mindre del av det då upplösta Præstø amt.
Roskilde amt ingick i den så kallade Huvudstadsregionen, tillsammans med Frederiksborgs och Köpenhamns amt samt de fristående kommunerna Frederiksberg och Köpenhamn.
Området utgör sedan den 1 januari 2007 en del av Region Sjælland.

## Kommuner
Roskilde amt bestod mellan 1970 och 2006 av 11 kommuner:
- Bramsnæs kommun
- Greve kommun
- Gundsø kommun
- Hvalsø kommun
- Køge kommun
- Lejre kommun
- Ramsø kommun
- Roskilde kommun
- Skovbo kommun
- Solrøds kommun
- Vallø kommun

## Härader

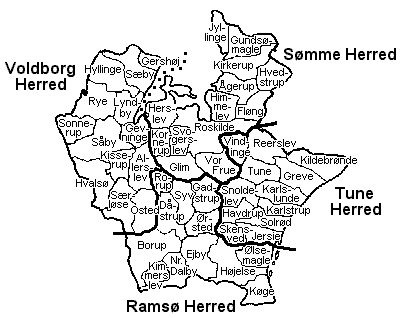
Karta över Roskilde amt med dess indelning i härader och socknar (före kommunreformen 1970).

Roskilde amt mellan 1660 och 1675 samt Roskilde amtsrådskrets mellan 1842 och 1970 omfattade fyra härader:
- Ramsø härad
- Sømme härad
- Tune härad
- Voldborgs härad

Mellan 1675 och 1808 ingick också den södra delen av Horns härad.

## Amtsborgmästare
- Kristian Ebbensgaard, Venstre, 1 januari 1994–31 december 2006

Denna lista hämtas från Wikidata. Informationen kan ändras där.